# Slap af, Frede!
Slap af, Frede! er en dansk film fra 1966 instrueret af Erik Balling, med manuskript af Erik Balling, Henning Bahs og Bengt Janus.
Filmen er en fortsættelse af Slå først, Frede! (1965) og har et par af figurerne fælles med denne, mest markant 'Frede', der spilles af Morten Grunwald.

## Medvirkende
Blandt de medvirkende i filmen er:
- Dirch Passer
- Morten Grunwald
- Ove Sprogøe
- Erik Mørk
- Hanne Borchsenius
- Carl Ottosen
- Clara Pontoppidan
- Asbjørn Andersen